# ملاحة الروبوت
تعد القدرة على التنقل في البيئة المحيطة أمرًا مهمًا بالنسبة لأي جهاز متنقل. يأتي تجنب المواقف الخطرة مثل التصادمات والظروف غير الآمنة (درجة الحرارة، والإشعاع، والتعرض للعوامل الجوية وغيرها) في المقام الأول، ولكن إذا كان للروبوت غرض يتعلق بأماكن محددة في بيئة الروبوت، يتوجب عليه إيجاد هذه الأماكن. تقدم هذه المقالة نظرة عامة عن مهارة الملاحة وتحاول تحديد المكونات الأساسية لنظام ملاحة الروبوت وأنواع أنظمة الملاحة وتلقي نظرة قريبة على عناصر البناء ذات الصلة.
تعني الملاحة الروبوت هي قدرته على تحديد موقعه في إطاره المرجعي وثم تخطيط مسار نحو موقع هدف ما. يتطلب الروبوت أو أي جهاز تنقل آخر تمثيلًا، أي خريطة البيئة والقدرة على تفسير هذا التمثيل، حتى يتمكن من الملاحة في بيئته.
يمكن تعريف الملاحة على أنها تركيب من القدرات الأساسية الثلاثة التالية:
1. التمركز الذاتي
2. تخطيط المسار
3. بناء الخرائط وتفسير الخرائط

تستخدم بعض أنظمة ملاحة الروبوت نظام التموضع وبناء خريطة المكان في آن واحد لإنتاج إعادة هيكلة ثلاثية الأبعاد لمحيطها.
يشير تمركز الروبوت إلى قدرة الروبوت على تحديد موقعه والتوجه ضمن الإطار المرجعي. يعد تخطيط المسار امتداد فعال للتمركز، إذ يتطلب تحديد الموقع الحالي للروبوت وموضع الموقع الهدف، كلاهما ضمن الإطار المرجعي أو الإحداثيات نفسها. يمكن أن يكون بناء الخريطة على شكل خريطة قياس أو أية رموز تصف المواقع في إطار الروبوت المرجعي.

## الملاحة المعتمدة على الرؤية
تستخدم الملاحة المعتمدة على الرؤية أو الملاحة البصرية خوارزميات الرؤية الحاسوبية وأجهزة استشعار بصرية، بما في ذلك محدد المدى المعتمد على الليزر والكاميرات الضوئية التي تستخدم مصفوفات جهاز اقتران الشحنات، لاستخراج العناصر المرئية المطلوبة للتمركز في البيئة المحيطة. ولكن، هناك مجموعة من تقنيات الملاحة والتمركز تستخدم معلومات الرؤية، والمكونات الرئيسية لكل تقنية هي:
- تمثيلات البيئة.
- نماذج الاستشعار.
- خوارزميات التمركز.

لإعطاء نظرة عامة على الملاحة المعتمدة على الرؤية وتقنياتها، نصنف هذه التقنيات في الملاحة الداخلية والملاحة الخارجية.

### الملاحة الداخلية
تُعد أسهل طريقة لجعل الروبوت يذهب إلى موقع الهدف هي ببساطة توجيهه إلى هذا الموقع. يمكن القيام بهذا التوجيه بطرق مختلفة: دفن حلقة حثية أو مغناطيس في الأرض، ورسم خطوط على الأرض، أو عن طريق وضع أجهزة إرشاد وعلامات ورموز شريطية وما إلى ذلك في البيئة. تستخدم هذه المركبات الموجهة الآلية (إيه جي فّي) في السيناريوهات الصناعية لمهام النقل. يمكن تحقيق الملاحة الداخلية للروبوتات بواسطة أجهزة التموضع الداخلي المعتمدة على وحدة قياس الممانعة.